# Prix du meilleur album
In der Kategorie Bestes Album werden auf dem Festival International de la Bande Dessinée d’Angoulême seit 1976 jährlich die besten Comics in Album-Format mit dem Prix du meilleur album ausgezeichnet.
Ursprünglich hieß der Preis Alfred (Alfred du meilleur album), benannt nach dem Haustier der Figuren aus Alain Saint-Ogans Comicserie Zig et Puce. 1989 benannte man ihn in Alph'Art (Alph'Art du meilleur album) um und schließlich 2004 in Preis für das beste Album.
Von 1976 bis 1978 und von 1986 bis 2001 vergab man in Angoulême auch einen Preis für das beste ausländische Album, wodurch nur französischsprachige Alben geehrt wurden. Seit 2002 haben neben französischen Alben auch in Frankreich oder Belgien erschienene Alben ausländischer Zeichner die Chance auf den Preis in derselben Kategorie. Mit je zwei Siegen sind der Comicautor Yann und der Comiczeichner Baru die in dieser Kategorie am häufigsten Ausgezeichneten.
Eine Jury wählt aus einigen Nominierungen den Gewinner. 2007 waren über fünfzig Titel in der Kategorie nominiert, während man sich in den Jahren zuvor auf vier bis sieben Nominierungen beschränkte.

## Preisträger

### 1970er Jahre
| Jahr | Preisträger                                                      |
| 1976 | Julio Ribera und Christian Godard für L’Empire des soleils noirs |
| 1977 | Annie Goetzinger für Légende et réalité de Casque d’or           |
| 1978 | Jacques Martin für Le Spectre de Carthage                        |

### 1980er Jahre
| Jahr | Preisträger                                                                                             |
| 1981 | Carlos Giménez für Paracuellos                                                                          |
| 1982 | Cosey für Jonathan, Band 7: Kate                                                                        |
| 1983 | José Antonio Muñoz und Carlos Sampayo für Alack Sinner, Band 2: Flic ou privé                           |
| 1984 | Attilio Micheluzzi für Marcel Labrume, Band 2: À la recherche des guerres perdues                       |
| 1985 | François Schuiten und Benoît Peeters für La Fièvre d’Urbicande aus der Reihe Die geheimnisvollen Städte |
| 1986 | Jerome Charyn und François Boucq für La Femme du magicien                                               |
| 1987 | Jean-Pierre Autheman für Vic Valence, Band 1: Une nuit chez Tennessee                                   |
| 1988 | Laurence Harlé und Michel Blanc-Dumont für Jonathan Cartland, Band 8: Die Überlebenden des Schattens    |
| 1989 | Frank Le Gall und Yann für Theodor Pussel, Band 3: Das Schicksal der Maria Verita                       |
| 1989 | Jean Teulé für Gens d’en France                                                                         |

### 1990er Jahre
| Jahr | Preisträger | Nominierungen |
| 1990 | Jano für Gazoline und der rote Planet                                                                                   | |
| 1991 | Baru und Jean-Marc Thévenet für Der Champion                                                                            | |
| 1992 | Edmond Baudoin für Couma acò                                                                                            | |
| 1993 | Edith und Yann für Basil et Victoria, Band 2: Jack                                                                      | |
| 1994 | Fred für L’Histoire du Corbac aux baskets                                                                               | |
| 1995 | André Juillard für Das blaue Tagebuch                                                                                   | |
| 1996 | Baru für Autoroute du Soleil                                                                                            | |
| 1997 | Nicolas Dumonteuil für Qui a tué l’idiot?                                                                               | |
| 1998 | Nicolas de Crécy und Sylvain Chomet für Léon la Came, Band 2: Laid, pauvre et malade                                    | Jacques Tardi und Didier Daeninckx für Den Letzten beißen die Hunde Jean-Pierre Gibrat für Der Aufschub, Band 1 Tronchet für Houppeland, Band 1 David B. für Die heilige Krankheit, Band 2 Pascal Rabaté für Un ver dans le fruit |
| 1999 | Dupuy-Berberian (das sind Philippe Dupuy und Charles Berbérian) für Monsieur Jean, Band 4: Die Kunst, glücklich zu sein | Étienne Davodeau für Le Réflexe de survie Enki Bilal für Der Schlaf des Monsters Pascal Rabaté für Ibicus, Band 1 |

### 2000er Jahre
| Jahr | Preisträger                                             | Nominierungen |
| 2000 | Pascal Rabaté für Ibicus, Band 2                        | Cosey für Zeke raconte des histoires Olivier Berlion und Éric Corbeyran für Lie-de-Vin Emmanuel Lepage und Anne Sibran für La Terre sans mal Joann Sfar für Professor Bell, Band 1: Der Mexikaner mit den zwei Köpfen                                                                                          |
| 2001 | René Pétillon für Jack Palmer, Band 12: l’Enquête corse | David B. und Emmanuel Guibert für Le Capitaine écarlate Jean-Philippe Stassen für Déogratias Manu Larcenet für Les Entremondes, Band 1: Lazarr Jean-Claude Denis für Luc Lamarc, Band 7: Toutes les fleurs s’appellent Tiaré                                                                                   |
| 2002 | Christophe Blain für Isaak der Pirat, Band 1: Amerika   | Steve Darnall und Alex Ross für Uncle Sam Frederik Peeters für Blaue Pillen Dylan Horrocks für Hicksville Serge Le Tendre und Christian Rossi für Tirésias, Band 1: l’Outrage und Band 2: la Révélation Marc N’Guessan für Abersen, Band 1: Am Anfang steht der Tod David B. für La Lecture des ruines         |
| 2003 | Chris Ware für Jimmy Corrigan                           | Joann Sfar für Die Katze des Rabbiners, Band 2: Malka, der Herr der Löwen Igort für Fünf ist die perfekte Zahl Daniel Clowes für David Boring Patrice Killoffer für Sechshundertsechsundsiebzig Erscheinungen von Killoffer Jean-Philipe Bramanti und Thierry Smolderen für McCay, Band 3: les Cœurs retournés |
| 2004 | Manu Larcenet für Der alltägliche Kampf, Band 1         | David B. für Die heilige Krankheit, Band 6 Frederik Peeters für Lupus, Band 1 Marjane Satrapi für Sticheleien Jean-Christophe Chauzy und Thierry Jonquet für La Vie de ma mère: Face B Brian Bendis und Alex Maleev für Daredevil: Underboss und Daredevil: Le Scoop Adrian Tomine für Sommerblond             |
| 2005 | Marjane Satrapi für Huhn mit Pflaumen                   | Hideshi Hino für Jigokuhen Chester Brown für Louis Riel Kim Deitch für Une tragédie américaine Frederik Peeters für Lupus, Band 2 Yoshiharu Tsuge für Muno no Hito Mark Kalesniko für Mail Order Bride |
| 2006 | Gipi für Aufzeichnungen für eine Kriegsgeschichte       | Philippe Dupuy für Hanté François Rivière und Bruno Le Floc'h für Olivia Sturgess 1914–2004 David Vandermeulen für Fritz Haber Chantal Montellier für Les Damnés de Nanterre Jean-Patrick Manchette und Jacques Tardi für Killer stellen sich nicht vor Dave Cooper für Ripple                                 |
| 2007 | Shigeru Mizuki für NonNonBâ                             | |
| 2008 | Shaun Tan für Ein neues Land                            | |
| 2009 | Winshluss für Pinocchio                                 | |

### 2010er Jahre
| Jahr | Preisträger                                                                                   | Nominierungen |
| 2010 | Riad Sattouf für Pascal Brutal, tome 3 : Plus Fort que les Forts                              |               |
| 2011 | Manuele Fior für Cinq mille kilomètres par seconde                                            |               |
| 2012 | Guy Delisle für Chroniques de Jérusalem                                                       |               |
| 2013 | Christophe Blain und Abel Lanzac für Quai d’Orsay: Chroniques diplomatiques 2                 |               |
| 2014 | Alfred für Come Prima                                                                         |               |
| 2015 | Riad Sattouf für L’Arabe du futur                                                             |               |
| 2016 | Richard McGuire für Ici                                                                       |               |
| 2017 | Éric Lambé und Philippe de Pierpont für Paysage après la bataille                             |               |
| 2018 | Jérémie Moreau für La Saga de Grimr                                                           |               |
| 2019 | Emil Ferris für Moi, ce que j'aime, c'est les monstres (deutsch: Am liebsten mag ich Monster) |               |

### 2020er Jahre
| Jahr | Preisträger                                                      | Nominierungen |
| 2020 | Florent Grouazel und Younn Locard für Révolution, t. 1 : Liberté |               |
| 2021 | Landis Blair und David L. Carlson für L'Accident de chasse       |               |
| 2022 | Marcello Quintanilha für Écoute, jolie Marcia                    |               |
| 2023 | Martin Panchaud für La Couleur des choses                        |               |
| 2024 | Daniel Clowes für Monica                                         |               |
| 2025 | Luz für Deux filles nues                                         |               |